# Kolumna maryjna w Pardubicach
Kolumna maryjna w Pardubicach – kamienna kolumna zwieńczona posągiem Matki Boskiej, usytuowana na rynku (dziś Pernštýnské náměstí) miasta Pardubice w Czechach.
Kamienna kolumna, na szczycie której znajduje się pozłacany posąg Matki Boskiej stojącej na półksiężycu, stanęła na pardubickim rynku w 1698 r. Najświętsza Maria Panna ma wzrok zwrócony ku narożnikowi ulicy Pernsztejńskiej (czes. Pernštýnská ulice), gdzie mieścił się ówczesny ratusz. Pomysł budowy kolumny, jako wotum dziękczynnego za uratowanie miasta przed zarazą morową, szalejąca w okolicy w 1680 r., przedstawił w 1695 r. ówczesny dziekan pardubicki Václav Rejšík. Po uzyskaniu od arcybiskupa zgody kolumnę zamówił u nieznanego dziś z nazwiska włoskiego rzeźbiarza kolejny dziekan pardubicki, Valentýn Klečák. W latach 1773–1777 na zamówienie miejskich radnych miejscowy kamieniarz i rzeźbiarz Jakub Teplý wykonał bogatą balustradę otaczającą kolumnę. Umieszczone są na niej herby okolicznych ziem, a także herby Pardubic i Wiednia. Dzieło zdobią postacie ośmiu świętych, uznawanych za patronów ziem czeskich. U stóp kolumny stoją św. Wacław, św. Ludmiła, św. Norbert i św. Wojciech, natomiast na balustradzie św. Iwan, św. Jan Nepomucen, św. Józef i św. Prokop. Całości strzegą czeskie lwy herbowe, umieszczone na narożnikach balustrady. Rzeźba Matki Boskiej (według dawnych zapisków) była wysoka na "1 siągę i 1 stopę". W 1780 r. została pozłocona na koszt pardubickiego mieszczanina, Josefa Kotíka.
Do pardubickiego posągu Matki Boskiej pielgrzymowano już w XVIII w. Tradycyjnie wokół kolumny młodzież szkolna organizowała przedstawienia teatru ulicznego.